# Universidad Autónoma de México
La Universidad Autónoma de México es el nombre con que funcionó la actual Universidad Nacional Autónoma de México (UNAM) tras la promulgación de su tercera ley orgánica el 19 de octubre de 1933, que se publicó y entró en vigor el día 23 de octubre de 1933, hasta que se emitió la cuarta y vigente ley orgánica de la institución, publicada en el Diario Oficial de la Federación el 6 de enero de 1945, que la renombró a como hoy en día se le conoce.

## Autonomía plena, pero deja de ser Nacional
Esta ley orgánica otorgó la autonomía plena a la Universidad. Sin embargo, perdió su carácter nacional al convertirla prácticamente en una institución privada, ya que no recibiría recursos públicos para su funcionamiento, salvo un único subsidio para arrancar labores, debiéndose mantener posteriormente de los ingresos que la misma se generase.
Esta situación que la desvinculaba con el Estado Mexicano, hizo chocar a la Universidad con el gobierno de Lázaro Cárdenas, tras la reticencia del rector Fernando Ocaranza por homologar a la Universidad con los cambios al Artículo 3º Constitucional que establecían que la educación que impartiría el Estado Mexicano en las primarias, secundarias y normales del país sería de carácter socialista. Posteriormente, ya durante la presidencia de Manuel Ávila Camacho la relación con la Universidad mejora y se expide una nueva ley orgánica que le conserva la autonomía y a la vez le devuelve su carácter de nacional.

## Nombres de la Universidad
La Universidad de México, fundada en 1553, ha tenido diferentes nombres a lo largo del tiempo.

### Universidad estatales y pontificia
Dado que la Universidad de México fue patrocinada en primera instancia por la corona de la Monarquía Española, se le antepuso el término "Real" a su nombre. Recordemos que el Estado español en aquellos años también gobernaba a la Iglesia Católica en sus dominios por el patronazgo otorgado por el Papa a los Reyes Católicos, por lo cual desde un inicio también fue tanto una universidad estatal como una universidad católica; muestra de ello es que desde sus inicios contó con la Factultad de Derecho Canónico. Más tarde recibió la bendición papal llamándose además de "Real", "Pontificia". Al consumarse la independencia y terminarse el patronazgo de la Monarquía Española, el naciente Imperio Mexicano sería el nuevo patrono, sustituyéndose el término "Real" por "Imperial". Con el advenimiento de la República Mexicana, el término "Real" e "Imperial" se sustituyó por el de "Nacional" en todos los ramos de la administración pública, incluyendo esto a la Universidad. 
- 1553	Real Universidad de México.
- 1595	Real y Pontificia Universidad de México.
- 1821	Imperial y Pontificia Universidad de México.
- 1823	Nacional y Pontificia Universidad de México (Clausurada en 1865).

### Universidad solamente pontificia
La Iglesia Católica Mexicana restauró la universidad católica, con bendición papal. Primero como la Universidad Pontificia Mexicana que cerró sus puertas durante la Guerra Cristera. Después la Universidad Pontificia de México que continúa abierta.
- 1895	Universidad Pontificia Mexicana (Clausurada en 1932).
- 1982	Universidad Pontificia de México

### Universidad solamente estatal
El Gobierno Mexicano accedió a reunir en una sola institución las Escuelas Nacionales de educación superior en una Universidad Nacional, idea de Justo Sierra. El nombre de la Universidad ha cambiado de acuerdo con sus leyes orgánicas aprobadas por el Congreso de la Unión:
- 1910	Universidad Nacional de México (UNM).
- 1929  Universidad Nacional de México, Autónoma (UNM o UNMA) o Universidad Nacional Autónoma (UNA o UNAM).
- 1933	Universidad Autónoma de México (UAM).
- 1945	Universidad Nacional Autónoma de México (UNAM).